# Жаїрзінью
Жаїрзінью (порт. Jairzinho, нар. 25 грудня 1944, Ріо-де-Жанейро) — бразильський футболіст, півзахисник, нападник. По завершенні ігрової кар'єри — футбольний тренер.
Як гравець насамперед відомий виступами за клуб «Ботафогу», а також національну збірну Бразилії.
Володар Кубка Лібертадорес. У складі збірної — чемпіон світу.

## Клубна кар'єра
Народився 25 грудня 1944 року в місті Ріо-де-Жанейро. Вихованець футбольної школи клубу «Ботафогу». Вже у п'ятнадцятирічному віці розпочав дорослу футбольну кар'єру в основній команді того ж клубу. Провів за «Ботафогу» п'ятнадцять сезонів, взявши участь у 413 матчах чемпіонату. У складі «Ботафогу» був одним з головних бомбардирів команди, маючи середню результативність на рівні 0,45 гола за гру першості.
Згодом з 1974 по 1982 рік грав у складі команд французького «Олімпік» (Марсель), венесуельської «Португуеси», болівійського «Хорхе Вільстерман», а також на батьківщині за клуби «Крузейру», «Нороесте», «Фаст» та «Ботафогу». Протягом цих років виборов титул володаря Кубка Лібертадорес (з «Крузейру»).
Завершив професійну ігрову кар'єру в еквадорському клубі «9 жовтня», за команду якого досвідчений бразилець виступав протягом 1982 року.

## Виступи за збірну
1964 року дебютував в офіційних матчах у складі національної збірної Бразилії. Протягом кар'єри у національній команді, яка тривала 19 років, провів у формі головної команди країни 82 матчі, забивши 34 голи.
У складі збірної був учасником чемпіонату світу 1966 року в Англії, чемпіонату світу 1970 року у Мексиці, здобувши того року титул чемпіона світу, чемпіонату світу 1974 року у ФРН.

## Кар'єра тренера
Розпочав тренерську кар'єру, повернувшись до футболу після тривалої перерви, 2003 року, очоливши тренерський штаб національної збірної Габону. Наразі досвід тренерської роботи обмежується цією командою.

## Титули і досягнення
- Володар Кубка Лібертадорес (1):

«Крузейру»: 1976
- Переможець Панамериканських ігор: 1963
- Чемпіон світу: 1970